# Fritz Bramstedt
Fritz Bramstedt (* 5. Januar 1911 in Hadersleben (heute: Haderslev, Dänemark); † 13. Dezember 1976 in Hamburg) war ein überwiegend in Deutschland tätiger Chemiker, Ernährungswissenschaftler, Kariesforscher und Hochschullehrer.

## Leben und Werk
Fritz Bramstedt studierte Biologie und Chemie (mit Schwerpunkt Physiologische Chemie) in Kiel und dann Marburg, wo er 1935 in der naturwissenschaftlichen Abteilung zum Dr. phil. promoviert wurde. Spätestens im selben Jahr trat er der NSDAP-Nordschleswig bei. Von 1936 bis 1945 war er mit kriegsbedingten Unterbrechungen wissenschaftlicher Assistent an der Biologischen Reichsanstalt für Land- und Forstwirtschaft, Zweigstelle Naumburg/Saale. Nach Ende des Zweiten Weltkriegs nahm er an der Universität Hamburg im Institut für Physiologische Chemie unter dem Ernährungswissenschaftler Joachim Kühnau wissenschaftliche Arbeiten auf, die ihn zur biochemischen Kariesforschung brachten, nicht zuletzt wegen der Nähe Kühnaus zu Karl Schuchardt, dem Direktor der Zahnmedizinischen Abteilung der Universität Hamburg. Bei Kühnau habilitierte sich Bramstedt 1952 für das Fach Physiologische Chemie, wurde 1954 Diätendozent und 1958 apl. Professor. In Schuchardts Institut entstand unter Bramstedts Führung eine Arbeitsgruppe für biochemische Kariesforschung, in der unter anderem Rudolf Naujoks (1948 Doktorand und Assistent bei Schuchardt), Adolf Kröncke, Rudolf Vonderlinn und Günther Ahrens die Wirkung von Fluoriden auf Enzyme und zellige Elemente des Speichels, speziell die Sauerstoff-Aufnahme und Zucker-Clearance, untersuchten.
Naujoks nahm 1963 einen Ruf auf den Lehrstuhl für Zahn-, Mund- und Kieferheilkunde und als Leiter der Klinik und Poliklinik für Zahn-, Mund- und Kieferkrankheiten an der Universität Würzburg an und setzte sich dort umgehend für die Schaffung eines Lehrstuhls für Experimentelle Zahnheilkunde ein, dessen Leitung er 1964 Fritz Bramstedt übertrug. Bramstedt hatte zwar gerade eine neue Wirkungsstätte am Bundesforschungsinstitut für Fischerei in Hamburg (heute: Max Rubner-Institut) gefunden, ließ sich aber zum Wechsel nach Würzburg bewegen.
Als im Mai 1966 die 1959 begonnene Modernisierung und Erweiterung der Würzburger Klinik vorläufig abgeschlossen war, leitete Bramstedt zur Einweihung ein Symposium (6. und 7. Mai 1966) über neuere Probleme der Kariesforschung, an dem deutsche und ausländische Wissenschaftler als Vortragende zahlreiche Gäste informierten. Am runden Tisch gab das Gespräch über die Trinkwasserfluoridierung dem Thema neue Nahrung. Hierbei wurde auf Anregung des dänischen FDI-Präsidenten O. P. Pedersen beschlossen, entsprechende Empfehlungen an die Behörden weiterzuleiten. In Hamburg 1964 abgelehnt, wurde jetzt in diesem Kontext die Fluoridierung des Würzburger Trinkwassers gefordert. Nachdem sich Bramstedt bereits im März 1966 als Sachverständiger beim Bundesgesundheitsrat positiv zur Trinkwasserfluoridierung geäußert hatte, sprach er anlässlich der für den 13. Mai vorgesehenen erneuten Anhörung schriftlich eine weitere Empfehlung aus.
Vom 3. bis 10. August 1966 fand in Hamburg mit einem Kostenaufwand von 1,1 Millionen DM der VII. Welternährungskongress der International Union of Nutritional Sciences statt. Unter der Leitung von Joachim Kühnau, Präsident der DGE (Deutsche Gesellschaft für Ernährung) und Kongress-Präsident, beteiligte sich Bramstedt als Leiter der Abteilung Allgemeine Ernährung der DGE in Programm- und Arbeitskomitees an Vorbereitung und Durchführung des Kongresses, bei dem auch Fragen der Kariesprophylaxe (insbesondere Fluorid-Anwendung) in einem Round-Table-Gespräch thematisiert wurden.
Bramstedts energischer Einsatz für die Kariesprophylaxe mit Fluoriden, speziell die Trinkwasserfluoridierung, zeigt sich auch in seiner Kritik an einer 1975 publizierten ablehnenden Stellungnahme von Karl-Heinz Wagner, der an der Universität Gießen das Institut für Ernährungswissenschaft II leitete.
Am 12. November 1976 erlitt Bramstedt während seines Festvortrags in Hamburg zur Verleihung der Ehrendoktorwürde in Zahnmedizin (Dr. med. dent. h. c.) was zunächst wie ein Schwächeanfall schien, aber eine Behandlung in der Hamburger Universitätsklinik erforderlich machte. Am 13. Dezember 1976 erlag er dort den Folgen eines „tückischen Leidens“.

## Funktionen und Auszeichnungen
- 1963: Mitglied des Panel of Experts der amerikanischen Food and Agriculture Organization (FAO), Mitglied der Schweizer Group of European Nutritionists (Zürich) und Vorstandsmitglied der Europäischen Arbeitsgemeinschaft für Fluorforschung und Kariesprophylaxe.[28]
- 1965: Ehrenmitglied der Königlich-Belgischen Zahnärztlichen Gesellschaft.[2][3] Mitglied des Ausschusses Zahngesundheit der Deutschen Zentrale für Volksgesundheitspflege e. V.[29]
- 1969: Mitglied im Vorstand der Deutschen Gesellschaft für Ernährung (DGE).[30]
- 1970: Gottlieb-Duttweiler-Preis für Ernährungsforschung, in Zürich.[2][3]
- 1972: Leiter der Abteilung Ernährung des gesunden Menschen der DGE.[31]
- 1976: Dr. med. dent. h. c. des Fachbereichs Zahnmedizin der Universität Hamburg.[3]

## Publikationen (Auswahl)
- 1952 mit Rudolf Vonderlinn: Biochemische Speicheluntersuchungen. II. Die Sauerstoffaufnahme des Speichels und ihre Beziehungen zur Zahnkaries. In: Zahnärztliche Welt/Reform. Band 7, S. 505.
- 1953 mit Rudolf Vonderlinn: Die Biochemie des Speichels in ihrer Beziehung zur Ernährung und Zahnkaries. In: Deutsche Zahnärztliche Zeitschrift. Band 8, Sonderbeilage zur DGZMK Tagung 1952 in München, Nr. 12, S. 69.
- 1954 mit Adolf Kröncke, Rudolf Naujoks und Rudolf Vonderlinn: Biochemische Speicheluntersuchungen. VI. Die Verbrennung organischer Substrate im Speichel kariesresistenter und kariesanfälliger Personen. In: Deutsche Zahnärztliche Zeitschrift. Band 9, S. 782.
- 1955 mit Adolf Kröncke und Rudolf Naujoks: Biochemische Untersuchungen zur Fluorwirkung im Speichel kariesanfälliger und -resistenter Personen. In: Deutsche Zahnärztliche Zeitschrift. Band 10, S. 311.
- 1963 mit R. Naujoks und I. Benedict: „Oral Sugar Clearance“ und Fermentaktivitäten im menschlichen Speichel. Herrn Prof. Dr. Kühnau zum 60. Geburtstage. In: Deutsche Zahnärztliche Zeitschrift. Band 18, Nr. 5, S. 242.
- 1966 mit J. Bandilla: Über den Einfluss organischer Fluorverbindungen auf Säurebildung und Polysaccharidsynthese von Plaques-Streptokokken. In: Deutsche Zahnärztliche Zeitschrift. Band 21, Nr. 12, S. 1390.
- 1968: Der Wirkungsmechanismus der Fluoride als karieshemmende Substanzen. In: Deutsche Zahnärztliche Zeitschrift. Nr. 2, S. 111.
- 1972: Zuckeraustausch- und Zuckerzusatzstoffe. In: Zahnärztliche Praxis. Band 23, 1972, S. 94[32]